# 肯塔基上校队

肯塔基上校队队标

肯塔基上校队（英語：Kentucky Colonels）是原美国篮球协会的一支参赛球队，球队参加了ABA全部9年的联赛，同时也是联赛战绩最好的球队之一，3次打进总决赛。但是在ABA联盟和NBA合并之后球队解散了。球队从1970/71赛季起在肯塔基州，路易斯维尔市的自由山球馆打了6个赛季的球，前3个赛季球队的主场设在路易维尔市会议中心（Louisville Convention Center）。